# Bertrand Grospellier
Bertrand Gilles Etienne „ElkY“ Grospellier (* 8. Februar 1981 in Melun) ist ein professioneller französischer Pokerspieler und E-Sportler.
Grospellier hat sich mit Poker bei Live-Turnieren knapp 15 Millionen US-Dollar erspielt und ist damit der zweiterfolgreichste französische Pokerspieler. Er ist zweifacher Braceletgewinner der World Series of Poker und gewann je einmal das Main Event der World Poker Tour sowie das Main Event der European Poker Tour. Damit ist er einer von neun Pokerspielern, die die sogenannte Triple Crown vollendet haben. Grospellier stand als bisher einziger Franzose insgesamt 19 Wochen an der Spitze der Pokerweltrangliste, zuletzt im Oktober 2012.
Darüber hinaus spielte Grospellier Hearthstone für Team Liquid.

## Persönliches
Grospellier ist seit Mai 2022 verheiratet. Das Paar wurde im Juni 2023 Eltern einer Tochter.

## E-Sport
Vor dem Beginn seiner Poker-Laufbahn spielte Grospellier professionell StarCraft. Sein größter Erfolg war der zweite Platz bei den World Cyber Games 2001. Im darauffolgenden Jahr wurde er Vierter, 2003 Fünfter. Er ist der einzige Franzose, der in Südkorea als Spieler des AMD Dream Teams an den professionellen StarCraft-Ligen teilnahm. Seit dem 13. November 2015 gehört Grospellier dem Team Liquid an.

## Poker

### Online
Grospellier gelang im Poker ein erster Achtungserfolg, als er die PokerStars Pro-Gamer Challenge am 13. Januar 2005 gewann. Er war zudem der erste Spieler, der auf PokerStars den Status als Supernova Elite des PokerStars VIP Club erreichte. 2009 gewann er zwei Events bei der von PokerStars ausgetragenen World Championship of Online Poker und erhielt dadurch etwa 500.000 US-Dollar Preisgeld. Am 19. Mai 2015 erreichte Grospellier im Rahmen der von PokerStars ausgetragenen Spring Championship of Online Poker bei einem Turnier den sechsten Platz und mit 79.000 US-Dollar das bis dahin höchste während eines Livestreams auf der Plattform Twitch gewonnene Preisgeld. Grospellier spielte bis Jahresende 2017 mehr als 11 Jahre für das Team PokerStars. Ab Mitte April 2018 war er Markenbotschafter der Plattform partypoker. Seit Mai 2020 repräsentiert Grospellier den Onlinepokerraum GGPoker.

### Live

#### Werdegang
Seine erste Geldplatzierung bei einem Live-Turnier erzielte Grospellier im Februar 2005 bei der European Poker Tour (EPT) in Deauville. Im Juli 2006 war er erstmals bei der World Series of Poker (WSOP) im Rio All-Suite Hotel and Casino am Las Vegas Strip erfolgreich und kam bei einem Turnier der Variante No Limit Hold’em in die Geldränge. Mitte Januar 2007 erreichte er beim EPT-Main-Event in Kopenhagen den Finaltisch und beendete das Turnier hinter dem Schweden Magnus Petersson als Zweiter für ein Preisgeld von umgerechnet rund 400.000 US-Dollar. Anfang Januar 2008 gewann Grospellier das Main Event des im Rahmen der EPT ausgetragenen PokerStars Caribbean Adventures (PCA) auf den Bahamas. Dafür setzte er sich gegen 1135 andere Spieler durch und erhielt eine Siegprämie von 2 Millionen US-Dollar. Ende Oktober 2008 setzte sich ElkY ebenfalls beim Main Event der World Poker Tour (WPT), dem Festa Al Lago Classic im Hotel Bellagio, durch und sicherte sich neben dem WPT-Titel eine Siegprämie von mehr als 1,4 Millionen US-Dollar. Im Januar 2009 gewann er das PCA High Roller für rund 430.000 US-Dollar. Mitte April 2009 belegte Grospellier beim WPT-Main-Event, dem Five Star World Poker Classic, den dritten Platz und erhielt knapp 800.000 US-Dollar Preisgeld. Anfang Mai 2011 gewann ElkY das EPT High Roller in Barcelona für 525.000 Euro und nur wenige Tage später an gleicher Stelle ein weiteres High Roller mit 153.000 Euro Siegprämie. Bei der WSOP 2011 gewann er Mitte Juni 2011 die Weltmeisterschaft in Seven Card Stud. Neben der Siegprämie von rund 330.000 US-Dollar erhielt Grospellier für diese Leistung ein Bracelet und vollendete nach Gavin Griffin, Roland De Wolfe und Jake Cody als vierter Spieler die Triple Crown. Zwei Wochen später erreichte er auch bei der No Limit Hold’em Six Handed Championship den Finaltisch und sicherte sich weitere 450.000 US-Dollar für seinen dritten Platz. Im April 2012 wurde ElkY beim EPT Super High Roller in Monte-Carlo Dritter für 621.000 Euro. Von April bis November 2016 spielte er als Teil der Paris Aviators in der Global Poker League, verpasste mit seinem Team jedoch die Playoffs. Bei der WSOP 2017 belegte Grospellier beim teuersten Event auf dem Turnierplan, dem High Roller for One Drop mit einem Buy-in von 111.111 US-Dollar, hinter Doug Polk den zweiten Platz für sein bisher höchstes Preisgeld von über 2,2 Millionen US-Dollar. Anfang November 2019 setzte sich Grospellier beim Colossus-Event der World Series of Poker Europe im King’s Resort in Rozvadov durch und sicherte sich sein zweites Bracelet sowie eine Siegprämie von über 190.000 Euro. Im Dezember 2019 wurde er beim Super High Roller der EPT Prag Zweiter und erhielt ein Preisgeld von rund 500.000 Euro.

#### Preisgeldübersicht
Mit erspielten Preisgeldern von knapp 15 Millionen US-Dollar ist Grospellier nach Jean-Noël Thorel der zweiterfolgreichste französische Pokerspieler.
| Jahr   | Preisgeld (in $) | Turniersiege |
| ------ | ---------------- | ------------ |
| 2005   | 2.591            | 0            |
| 2006   | 26.454           | 0            |
| 2007   | 513.652          | 0            |
| 2008   | 3.686.476        | 2            |
| 2009   | 1.642.560        | 3            |
| 2010   | 478.249          | 2            |
| 2011   | 2.296.619        | 3            |
| 2012   | 1.697.309        | 1            |
| 2013   | 427.925          | 0            |
| 2014   | 81.941           | 0            |
| 2015   | 135.006          | 0            |
| 2016   | 11.011           | 0            |
| 2017   | 2.515.454        | 0            |
| 2018   | 91.062           | 0            |
| 2019   | 965.207          | 1            |
| 2020   | 93.000           | 0            |
| 2021   | 182.125          | 0            |
| 2022   | 4.566            | 0            |
| 2023   | 123.258          | 1            |
| gesamt | 14.974.465       | 13           |

### Braceletübersicht
Grospellier kam bei der WSOP 74-mal ins Geld und gewann zwei Bracelets:
| Jahr   | Buy-in   | Turnier                      | Teilnehmer | Preisgeld |
| ------ | -------- | ---------------------------- | ---------- | --------- |
| 2011 E | 10.000 $ | Seven Card Stud Championship | 0126       | 331.639 $ |
| 2019 E | 00.550 € | Colossus No-Limit Hold’em    | 2738       | 191.172 € |